# Chennegy
Chennegy é uma comuna francesa na região administrativa de Grande Leste, no departamento de Aube. Estende-se por uma área de 23,19 km². Em 2010 a comuna tinha 443 habitantes (densidade: 19,1 hab./km²).